# يوجيرو هاراغوتشي
يوجيرو هاراغوتشي (باليابانية: 原口 祐次郎) (30 سبتمبر 1992 في شيزوكا في اليابان – )؛ هو لاعب كرة قدم ياباني سابق كان يلعب كمدافع.

## وصلات خارجية
- يوجيرو هاراغوتشي على موقع رابطة كرة القدم اليابانية للمحترفين (اليابانية)